# Колингсвуд (Њу Џерзи)
Колингсвуд (енгл. Collingswood) град је у америчкој савезној држави Њу Џерзи.

## Демографија
По попису из 2010. године број становника је 13.926, што је 400 (-2,8%) становника мање него 2000. године.
| Група             | 2000.          | 2010.          |
| Белци             | 12.024 (83,9%) | 10.792 (77,5%) |
| Афроамериканци    | 955 (6,7%)     | 1.268 (9,1%)   |
| Азијати           | 395 (2,8%)     | 307 (2,2%)     |
| Хиспаноамериканци | 812 (5,7%)     | 1.347 (9,7%)   |
| Укупно            | 14.326         | 13.926         |